# Борисовський район (Білорусь)
Бори́совський райо́н — адміністративна одиниця Білорусі, Мінська область.

## Адміністративний поділ
В Борисовському районі налічується 303 населених пунктів, з них місто Борисов. Всі села приналежні до 13-и сільських рад:
- Велятичівська сільська рада → Березівка • Борові • Велятичі • Дубник • Дубові • Заброддя • Зоричі • Кам'янка • Червона Гора • Новосади • Осинівка • Праборне • Рябинівка • Яблунька.
- Веселівська сільська рада → Велика Тростяниця • Брили • Верховина • Веселове • Дубовий Лог • Єльниця • Заболоття • Загір'я • Звеняти • Костюки • Крацевичі • Кричино • Ляхівка • Мала Тростяниця • Мстеннє • Нежиці • Острів • Рогатка • Старина • Холхолиця • Яблочино.
- Гливинська сільська рада → Баранівка • Бєліно • Гливин • Гора • Дубовий Лог • Козлівка • Малишки • Нивки • Новосілки • Новий Посьолок • Осове • Перстень • Піски • Побережжя • Полелюм • Рубленики • Семеньковичі • Сівиця • Сич • Тешківка • Черневичі • Шабиньки • Забашевичі • Забашівка • Заруччя • Застінок • Червоне • Мурашки • Нітієвщина • Новищино • Плоске • Рибачне • Святе • Слобідка • Смолля • Устрона • Шаблинщина.
- Зачистівська сільська рада → Біле • Борки • Бутелівщина • Зачисття • Козли 2 • Корнюшкін Застінок • Костриця • Кринички • Михайлове • Нове Село • Нове Янчино • Узнацький Кут
- Зембинська сільська рада → Боровляни • Вал • Жерствянка • Зембин • Кам'янка • Кімія • Корсаковичі • Лавники • Лисине • Лисинська Рудня • Любча • Поляни • Попережжя • Сілець • Скуплино • Смолина • Джмелі • Шерстні • Янове.
- Іканська сільська рада → Березівщина • Буденичі • Буденицька Рудня • Вишнева • Ганцевичі • Горілий Луг • Завидне • Замошшя • Заремби • Ікани • Кайтанове • Смолярі • Усохи.
- Лошницька сільська рада → Великі Негновичі • Бояри • Валентинове • Голуби • Гребло • Заболотниця • Замужання • Зорька • Липники • Лошниця • Малі Негновичі • Мужанка • Новосади • Приямино • Протасівщина • Новосади 1 • Шилино • Вишній Стан • Заросле • Лобачиха • Млехове • Новосілки • Раннє • Ратутичі.
- Метченська сільська рада → Антоневичі • Аскерки • Бєґі • Берня • Велика Ухолода • Борки • Добрицьке • Дроздино • Завали • Зелена Дубрава • Корма • Леонове • Мала Ухолода • Нова Метча • Хутір Осов • Поднівка • Селище • Стара Метча • Унтальянка • Чорний Осов • Шобики • Ярцівка • Забер'я • Кам'янка • Клипенка • Колки • Лавниця • Маталига • Мулище • Оздятичі • Студенка • Чернівка
- Мойсеївщинська сільська рада → Барань • Боровуха • Дуброва • Жортай • Жортайка • Загатець • Крашавиця • Клітне • Клітне (хутір) • Лютець • Маячне • Мойсеївщина • Нова Утіха • Обез • Обча • Павлівці • Палик • Пруди • Розривка • Ржавка • Сілець • Соколи • Старина • Старе Янчино • Утіха • Хонове • Хрост • Борсуки • Високий Берег • Височани • Запруддя • Іванківщина • Копачівка • Кравцова Нива • Курган • Максимівка • Михеївка • Мостище • Новосели • Осове • Погоріле • Рубіж • Селище • Стотківщина • Стотсберг • Троянівка • Фролівка.
- Мстижська сільська рада → Броди • Войлове • Волоки • Воровського • Горовець • Горожанка • Дедиловичі • Загір'я • Заріччя • Мажниця • Маків'я • Мрай • Мстиж • Недаль • Нивки • Клепки • Пядань • Розлиття • Рем • Соболівка • Тартак • Уборок • Холмівка.
- Неманицька сільська рада → Ізобка • Кругле • Курганівка • Ланківщина • Липки • Михайлове • Неманиця • Новосади • Погодиця • Селітринка • Стайки • Тарасівка.
- Пересадська сільська рада → Верески • Горелиця • Єльниця • Залісся • Острів • Пересади • Проходи • Стаї • Струпень • Тарасики • Упиревичі.
- Пригородна сільська рада → Велике Стахове • Бродівка • Бруси • Битча • Вільяново • Демидівка • Дрази • Дубени • Дудинка • Житькове • Кищина Слобода • Червоний Жовтень • Ліщини • Любатівщина • Мале Стахове • Медведівка • Пасіка • Плитченка • Повприщі • Прудище • Підбереззя • Прудок • Пчельник • Раківці • Садівщина • Світлий Гай • Селище • Староборисов • Старинки • Стрілківці • Студенка • Суділь • Тимки • Угли • Юзефове.

Рішенням Мінської обласної ради депутатів від 30 жовтня 2009 року, щодо змін адміністративно-територіального устрою Мінської області, були ліквідовані:
- Бродівська сільська рада, а села Павлівці • Соколи • Старе Янчино передані до складу Мойсеївщинської сільської ради; села Бродівка • Дрази • Медведівка • Плитченка • Повприщі • Раківці • Старинки • Суділь • Юзефове до Пригородної сільської ради та села Костриця • Михайлове до Зачистівської сільської ради
- Корсаковичівська сільська рада а села Боровляни • Корсаковичі • Лисине • Лисинська Рудня • Попережжя • Сілець • Скуплино передані до складу Зембинської сільської ради;
- Кищинослобідська сільська рада а села Вільяново • Кищина Слобода • Пасіка • Підбереззя • Садівщина • Селище • Стрілківці • Тимки передані до складу Пригородної сільської ради;
- Холхолицька сільська рада а села Верховина • Дубовий Лог • Єльниця • Загір'я • Крацевичі • Мстеннє • Нежиці • Острів • Рогатка • Холхолиця • Яблочино передані до складу Веселовської сільської ради;
- Черневичівська сільська рада а села Бєліно • Малишки • Нивки • Осове • Піски • Побережжя • Полелюм • Семеньковичі • Сич • Тешківка • Черневичі • Шабиньки передані до складу Гливинської сільської ради.

Рішенням Мінської обласної ради депутатів від 28 травня 2013 року, щодо змін адміністративно-територіального устрою Мінської області, були ліквідовані:
- Забашевичівська сільська рада, а села Забашевичі • Забашівка • Заруччя • Застінок • Червоне • Мурашки • Нітієвщина • Новищино • Плоске • Рибачне • Святе • Слобідка • Смолля • Устрона • Шаблинщина передані до складу Гливинської сільської ради;
- Новосілківська сільська рада, а села Вишній Стан • Заросле • Лобачиха • Млехове • Новосілки • Раннє • Ратутичі передані до складу Лошницької сільської ради;
- Троянівська сільська рада, а села Борсуки • Високий Берег • Височани • Запруддя • Іванківщина • Копачівка • Кравцова Нива • Курган • Максимівка • Михеївка • Мостище • Новосели • Осове • Погоріле • Рубіж • Селище • Стотківщина • Стотсберг • Троянівка • Фролівка передані до складу Мойсеївщинської сільської ради;
- Оздятичівська сільська рада, а села Забер'я • Кам'янка • Клипенка • Колки • Лавниця • Маталига • Мулище • Оздятичі • Студенка • Чернівка передані до складу Метченської сільської ради